# ۳۰۰ (عدد)
۳۰۰ (سیصد یا سه‌صد) یک عدد طبیعی است که بعد از ۲۹۹ و قبل از ۳۰۱ قرار دارد.